# Düğüncübaşı, Lüleburgaz
Düğüncübaşı là một xã thuộc huyện Lüleburgaz, tỉnh Kırklareli, Thổ Nhĩ Kỳ. Dân số thời điểm năm 2011 là 1.124 người.